# Utricularia resupinata
Utricularia resupinata  es una especie perenne, subacuática no fija de planta carnívora, pequeña, del género Utricularia (familia Lentibulariaceae). 

## Descripción
Es una planta perenne, subacuáticas fijadas. Hojas filiformes, teretes, articuladas, hasta 5 cm de largo y 0.3 mm de grueso. Las inflorescencias en racimos con 1 flor, 4–20 cm de largo, pedicelos 9–25 mm de largo; lobos del cáliz subiguales, elípticos, 2.5–3 mm de largo; corola 6–10 mm de largo, rosada con una mancha crema, espolón ascendente. Cápsula globosa, ca 2.5 mm de diámetro, ventralmente 1-valvada.

## Distribución
Es nativa del este de Canadá, EE. UU., América Central. En su área más norteña, solo florece cuando el nivel de agua baja mucho y suben las Tº promedio.
Según PlantList es un sinónimo de Utricularia spruceana.

## Taxonomía
Utricularia resupinata fue descrita  por Augustin Saint-Hilaire & Frédéric de Girard  y publicado en Comptes Rendus Hebdomadaires des Séances de l'Académie des Sciences, 7: 870, 1838.
Etimología
Utricularia: nombre genérico que deriva de la palabra latina utriculus, lo que significa "pequeña botella o frasco de cuero".
resupinata: epíteto